# Hermandad de la Paz de Fátima (Jerez)
La Hermandad de la Santa Cruz y Cofradía de Nazarenos de Nuestro Señor Jesús de la Paz en el Desprecio del Pueblo, Santísimo Cristo de las Misericordias, María Santísima del Refugio de los Pecadores, Gloriosa Virgen de Fátima y Bendito Patriarca San José es la segunda hermandad que pasa por Carrera oficial en la tarde del Lunes Santo en la Semana Santa de Jerez de la Frontera

## Historia
En el año 1998 llega a Jerez la imagen de Ntro. Padre Jesús de la Paz, siendo párroco de Fátima Don Buenaventura Sánchez Falcón. El 30 de abril de 1999 se constituye la Asociación Parroquial.
El 10 de junio de 1999, Don Rafael Bellido Caro, Primer Obispo de Asidonia-Jerez, bendice la Imagen de Nuestro Padre Jesús de la Paz, donde animaba a sus miembros diciéndoles: llegareis a ser Hermandad.
El 8 de diciembre de 2006, en la Catedral, el por aquel entonces Obispo de Asidonia-Jerez, Don Juan del Río Martín decretó la constitución en Hermandad de la hasta entonces Agrupación de la Paz.

## Túnica
Su túnica es blanca con la capa del mismo color, sobre el hombro izquierdo un óvalo representando la aparición de la Virgen de Fátima a unos pastores, antifaz y botonadura de terciopelo carmesí  y cingulo entrelazando el blanco y el carmesí .

## Pasos

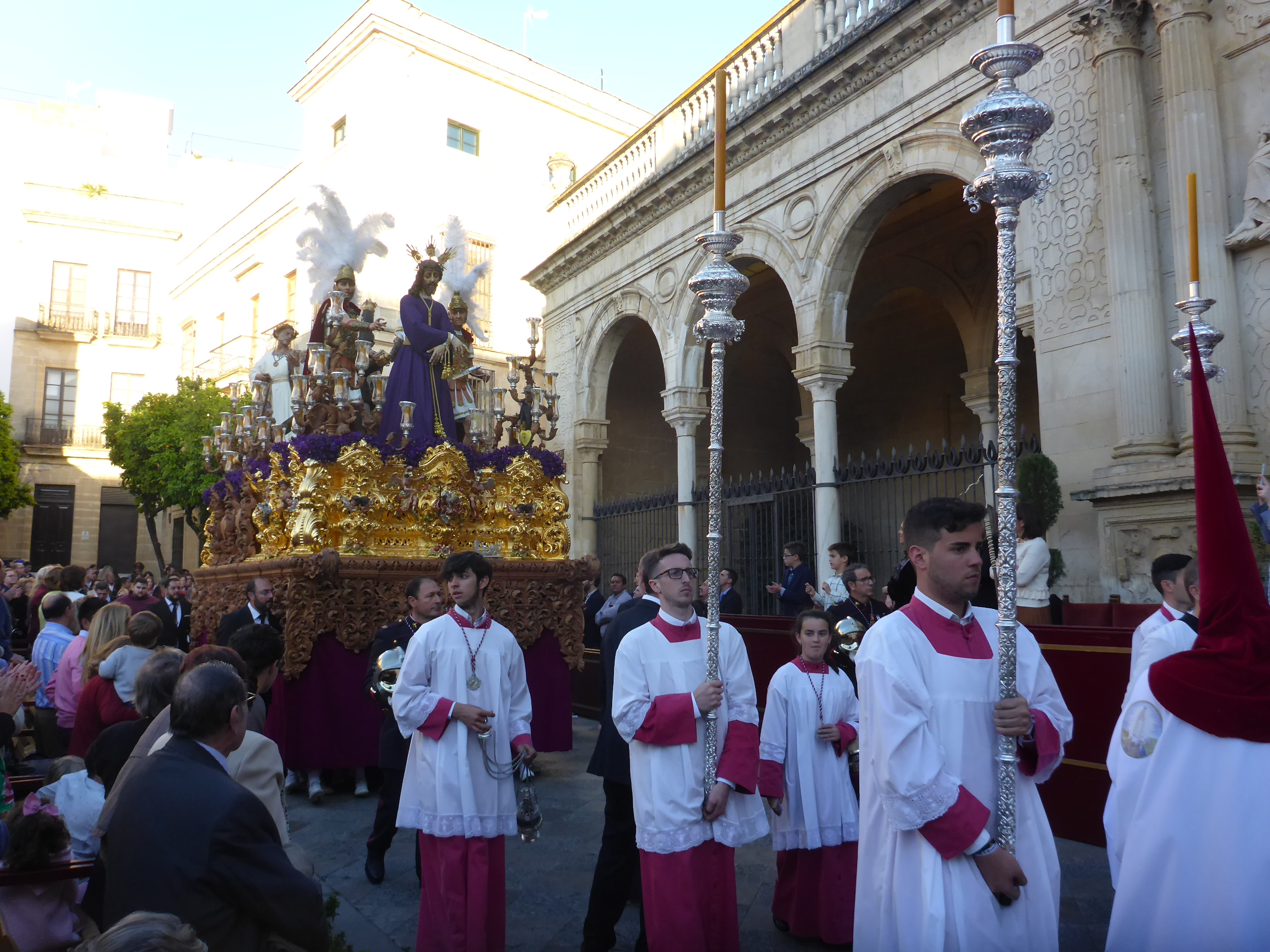
Procesión

En el paso de misterio se representa a Jesús tras ser presentado al pueblo, en el momento exacto en que el sanedrín y el resto del pueblo piden a  Poncio Pilatos que le crucifiquen.
En el segundo de los pasos dolorosa bajo palio, que cuenta con candelabros de cola de Toni García Falla

## Sede
La hermandad tiene su sede en la Parroquia de Fátima

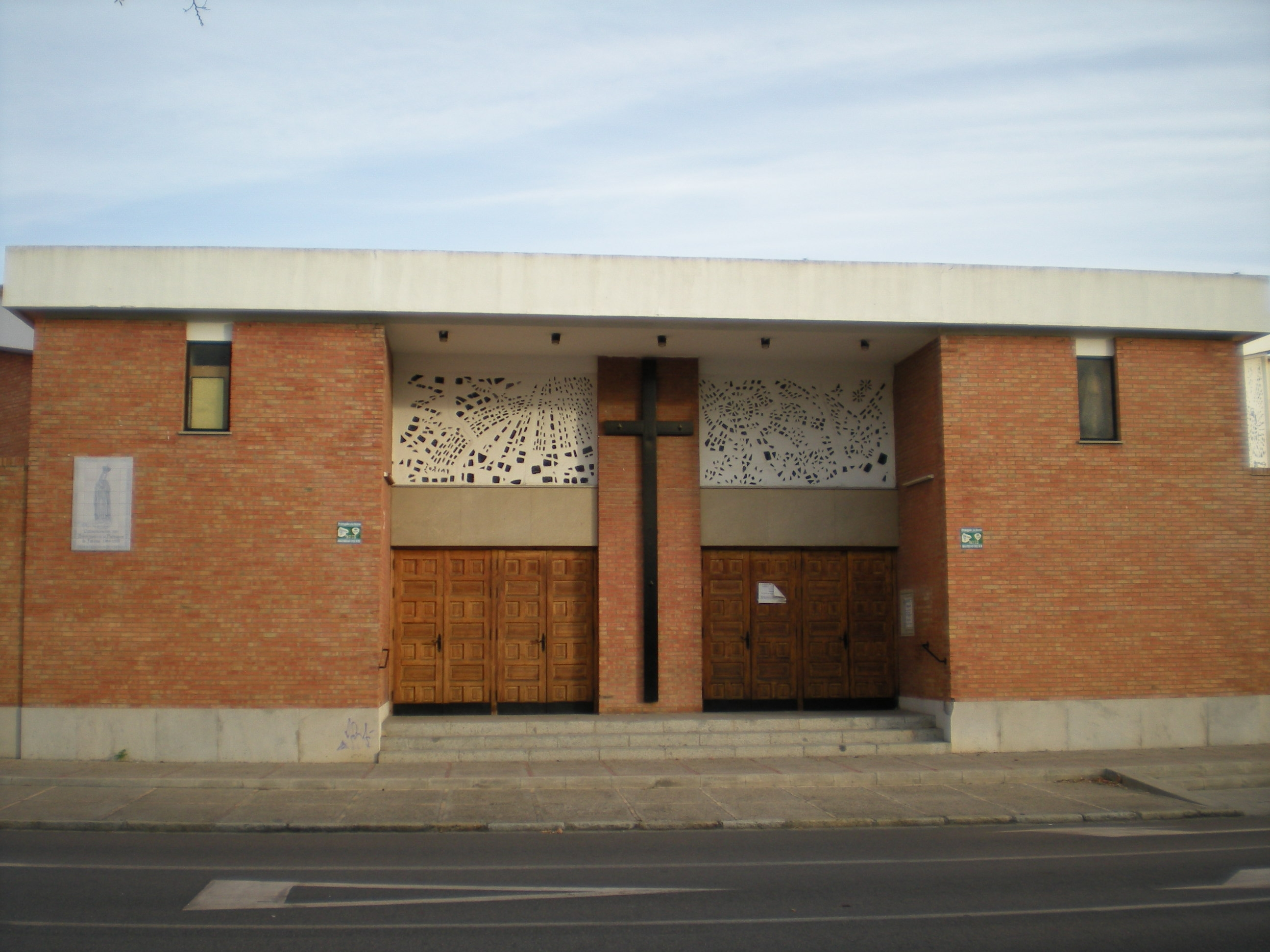
Parroquia de Fátima, sede de la hermandad

## Paso por Carrera Oficial
| Predecesor: La Sed (Lunes Santo) | Orden de entrada en Carrera Oficial (Lunes Santo) 2º lugar | Sucesor: La Candelaria |